# Военновъздушни сили на Украйна
Военновъздушните сили на Украйна (на украински: Повітряні сили України) представляват въздушното крило на въоръжените сили на Украйна. Обособени са от съветските ВВС през 1992 година, когато е основано и министерството на отбраната на Украйна.
Военноморските сили имат собствена авиация – Авиация на ВМС, които използват част от опознавателните знаци на ВВС, но са отделна част в състава на въоръжените сили.

## Настоящо въоръжение
|  | Оръжие           | Тип                                      | Произход | Брой | на въоръжение       |
|  | ---------------- | ---------------------------------------- | -------- | ---- | ------------------- |
|  | Cу-27, Су-27УБ   | изтребител                               | СССР     | 35   |                     |
|  | Cу-24            | фронтови бомбардировач                   | СССР     | 15   |                     |
|  | МиГ-29, МиГ-29УБ | изтребител                               | СССР     | 45   | Да                  |
|  | Су-25            | щурмови самолет                          | СССР     | 31   | Да                  |
|  | L-39             | учебно-тренировъчен самолет              | Чехия    | 47   |                     |
|  | Байрактар TB2    | безпилотен летателен боен апарат         | Турция   | 6    | Да                  |
|  | Ан-24            | транспортен самолет                      | СССР     | 3    | Да                  |
|  | Ан-26            | транспортен самолет                      | СССР     | 20   | Да                  |
|  | Ан-30            | самолет за разузнаване и специални мисии | СССР     | 1    | Да                  |
|  | Туполев Ту-134АК | транспортен самолет.                     | СССР     | 2    | 1 в резерв          |
|  | Ил-76            | транспортен самолет.                     | СССР     | 5    | Да                  |
|  | Ан-178           | транспортен самолет.                     | Украйна  | -    | поръчани 3 самолета |
|  | Ми-8             | транспортен хеликоптер.                  | СССР     | 30   | Да                  |